# John Kåre Raake
John Kåre Raake (* 10. Oktober 1962 auf der Insel Karmøy in Norwegen) ist ein norwegischer Drehbuchautor und Schriftsteller, der durch Kinofilme wie Drachenkrieger – Das Geheimnis der Wikinger, The Wave – Die Todeswelle oder The Quake – Das große Beben international bekannt wurde. 2019 gab er mit dem Thriller The Ice – Der Kampf um den Nordpol hat begonnen sein Debüt als Romanautor.

## Leben und Karriere
Geboren wurde John Kåre Raake 1962 auf der Insel Karmøy in Norwegen. Raake studierte Art Direction an der Westerdals School of Communication in Oslo, bevor er in der Werbung seinen Lebensunterhalt verdiente. Seit 2013 ist Raake als Drehbuchautor in der Filmbranche tätig. Für den Regisseur Mikkel Brænne Sandemose schrieb er das Drehbuch zu dessen Abenteuerfilm Drachenkrieger – Das Geheimnis der Wikinger. In den Hauptrollen spielten Pål Sverre Hagen, Nicolai Cleve Broch und Sofia Helin. 2015 entstand in Zusammenarbeit mit dem Drehbuchautor Harald Rosenløw-Eeg dann das Drehbuch zu dem Katastrophenthriller The Wave – Die Todeswelle. Die Regie bei dem Film mit Kristoffer Joner führte Roar Uthaug. 2016 verfasste er das Drehbuch zu Terje Rangnes Weihnachtsfilm Plötzlich Santa. Die norwegischen Schauspieler Trond Espen Seim und Anders Baasmo Christiansen übernahmen dort die Hauptrollen. Im Jahr 2018 folgte unter der Regie von John Andreas Andersen dann mit The Quake – Das große Beben die Fortsetzung des Katastrophenfilms The Wave – Die Todeswelle erneut mit Kristoffer Joner in der Hauptrolle. 2019 schrieb Raake das Drehbuch zu Andrea Eckerboms Familiendrama Elise und das vergessene Weihnachtsfest.
2019 erschien beim Goldmann Verlag sein Debütroman, der Thriller The Ice – Der Kampf um den Nordpol hat begonnen.

## Filmografie

### Drehbuchautor
- 2013: Drachenkrieger – Das Geheimnis der Wikinger (Gåten Ragnarok)
- 2015: The Wave – Die Todeswelle (Bølgen)
- 2016: Plötzlich Santa (Snekker Andersen og Julenissen)
- 2018: The Quake – Das große Beben (Skjelvet)
- 2019: Elise und das vergessene Weihnachtsfest (Snekker Andersen og den vesle bygda som glømte at det var jul)
- 2023: R.I.P. Henry (Fernsehserie, 8 Episoden)
- 2023: Festning Norge (Fernsehserie, 7 Episoden)

## Bibliografie

### Als Schriftsteller
- 2019: The Ice – Der Kampf um den Nordpol hat begonnen. (Thriller), Wilhelm Goldmann Verlag, München, 2019, ISBN 978-3-442-48966-4